# Placówka Straży Granicznej II linii „Hańcza”
Placówka Straży Granicznej II linii „Hańcza” – jednostka organizacyjna Straży Granicznej pełniąca służbę ochronną na granicy polsko-niemieckiej w okresie międzywojennym.

## Formowanie i zmiany organizacyjne
Rozkazem nr 2 z 16 stycznia 1939 roku w sprawie przejęcia odcinka granicy polsko-niemieckiej od Korpusu Ochrony Pogranicza na terenie Mazowieckiego Okręgu Straży Granicznej oraz przekazania Korpusowi Ochrony Pogranicza odcinka granicy na terenie Wschodniomałopolskiego Okręgu Straży Granicznej, komendant Straży Granicznej płk Jan Gorzechowski utworzył na terenie Obwodu Straży Granicznej „Suwałki” komisariat Straży Granicznej „Hańcza” z tymczasową siedzibą w Przerośli. Tym samym rozkazem zarządził likwidację komisariatu Straży Granicznej „Ławoczne”. Nakazał, by z dniem 1 lutego 1939 likwidowany komisariat „Ławoczne” utworzył komisariat Straży Granicznej „Hańcza”, a w nim między innymi placówkę Straży Granicznej II linii „Hańcza”. Z dniem 1 marca 1939 roku komisariat SG „Hańcza” przemianowano na komisariat „Przerośl” . Prawdopodobnie przemianowano też placówkę II linii.

## Dowódcy placówki
| stopień                 | imię i nazwisko    | okres pełnienia służby      | kolejne stanowisko |
| ----------------------- | ------------------ | --------------------------- | ------------------ |
| starszy strażnik pchor. | Nestor Chciej      | p.o.6 III 1939 – 23 IV 1939 |                    |
| starszy strażnik        | Ludwik Studniarski | p.o. 21 IV 1939 –           |                    |